# My Parents Are Aliens
Meus Pais São Alienígenas é uma série de TV de comédia, infantil e infanto juvenil da CITV.
Com Mel, Brian, Lucy, Sophie, Josh, C. J., Wendy, Trent, Pete, Frank, Poppy, vários professores e muita diversão!
Brian e Sophie são alienígenas e eles podem fazer qualquer coisa que quiserem, até se transformar em outras pessoas. Os órfãos Mel, Josh e Lucy não podem acreditar na sorte que têm quando são adoptados pela mesma família. Mas justo quando tudo leva a crer que vão levar uma vida relativamente normal, eles descobrem que seus novos pais vêm do planeta Valux.
As crianças logo se adaptam à surreal situação e descobrem que pais que não sabem nada sobre os costumes terráqueos. Por exemplo, eles facilmente os convencem de que uma nota E significa excelente e A é péssima; ou que devorar um bolo de chocolate inteiro é um castigo "abominável".
Mas se a situação vai funcionar para sempre sem que as autoridades se deem conta, os moradores deste lar muito particular vão ter que aprender a viver sob regras que parecem de outro mundo para todos eles – as regras da vida em família.
Lucy é estudiosa e sonha em ser astronauta; a melhor amiga dela é Wendy (também estudiosa) é apaixonada pelo irmão de Lucy, Josh.
Josh é ambicioso e adora tirar dinheiro dos outros, se aproveita dos pais serem alien que são ingénuos. 
Mel namora trent mas nos primeiros episódios eles só são amigos.
mel não se importa com a aparência e é brava.

## Episódios
```
Sao os mesmos episodios de Portugal e Brasil
```

| Temporada | Temporada | Episódios | Exibição original                              |
| --------- | --------- | --------- | ---------------------------------------------- |
|           | 1         | 6         | 8 de novembro de 1999 - 13 de dezembro de 1999 |
|           | 2         | 10        | 16 de outubro de 2000 - 18 de dezembro de 2000 |
|           | 3         | 10        | 24 de setembro de 2001 - 5 de outubro de 2001  |
|           | 4         | 13        | 2 de setembro de 2002 - 2 de dezembro de 2002  |
|           | 5         | 13        | 22 de outubro de 2003 - 3 de dezembro de 2003  |
|           | 6         | 20        | 8 de novembro de 2004 - 27 de dezembro de 2004 |
|           | 7         | 20        | 18 de outubro de 2005 - 21 de dezembro de 2005 |
|           | 8         | 14        | 16 de outubro de 2006 - 18 de dezembro de 2006 |

## Exibição
Alguns países, como Portugal, teve a sua exibição no KidsCo.